# Babina Greda

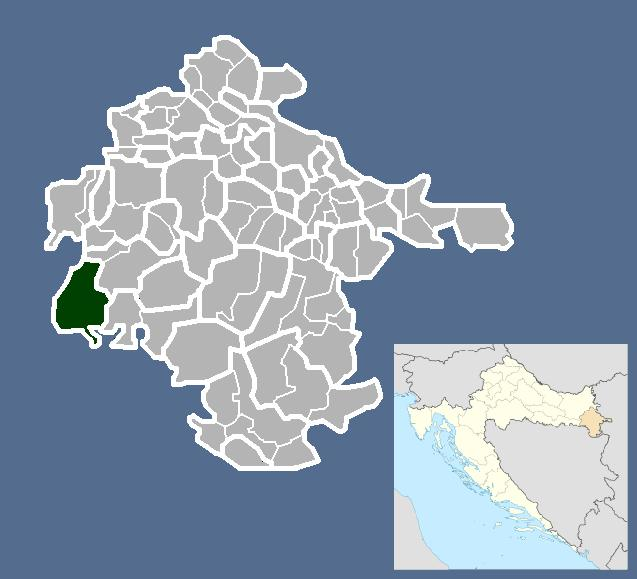
Położenie gminy na mapie żupanii vukowarsko-srijemskiej

Babina Greda – miejscowość i gmina we wschodniej Chorwacji, w żupanii vukowarsko-srijemskiej.
W 2011 roku liczba ludności wyniosła 3572. Miejscowość była wówczas zamieszkiwana przez 1780 mężczyzn i 1792 kobiety.